# Das Werk (Film)
Das Werk ist ein kurzer, deutscher Rätselstummfilm aus dem Jahr 1913 von Ernst Reicher. 

## Handlung
Ein Bildhauer schafft ein Werk, von dem er selbst derart begeistert ist, dass er sich von ihm unter keinen Umständen mehr trennen will. Auch die Kunstkenner sind entzückt von dem Werk, doch als die Skulptur zu einer Ausstellung transportiert werden soll, wird es auf dem Weg dorthin gestohlen. Es gibt nicht den geringsten Anhaltspunkt, wer als Täter in Frage kommt. Allerdings gibt es eine Reihe von Menschen, die mit dem Raub in Verbindung stehen könnten, jeder der im Film Auftretenden ist verdächtig. 

## Produktionsnotizen
Das Werk entstand im Herbst 1913 im Continental-Film-Atelier in der Chausseestraße 123 und passierte die Filmzensur im November desselben Jahres. Am 6. Februar 1914 erfolgte die Uraufführung des zu diesem Zeitpunkt zweiaktigen Films.
Das Werk ist ein typisches Beispiel für das vor dem Ersten Weltkrieg kurzzeitig existente Genre des Preisrätselfilms. Die erste, erfolgreiche Inszenierung dieses Genres war Joe Mays Das verschleierte Bild von Groß-Kleindorf, bei Das Werk handelt es sich um den vierten Film der Reihe. Auf der Leinwand wurden bestimmte Geschehnisse gezeigt, ohne ein Ende der Geschichte vorzugeben. Die Zuschauer konnten dann schriftlich Vorschläge bei Zeitungen wie etwa dem Berliner Tageblatt einreichen, wie der Film enden soll. Dem Gewinner winkte ein Preisgeld. Der Auflösungsfilm sollte am 3. April 1914 erscheinen. In Wien lief Das Werk im April 1914 an. Für die richtige Lösung des Falles wurden hier 114 Geldpreise in Höhe von 1500 Kronen ausgesetzt. Trotz des ausgelobten Gewinnes konnte sich das Genre des Preisrätselfilms in Deutschland nicht durchsetzen.
Das Werk war die erste Leinwand-Inszenierung des wenig später in der Rolle des smarten Detektivs Stuart Webbs berühmt gewordenen Schauspielers Ernst Reicher.

## Kritik
Wiens Neue Freie Presse schrieb: „Unter den bisherig erschienenen Rätselfilms ist unstreitig die zweiaktige Kinotragödie von Ernst Reicher: „Das Werk“ der beste. (…) Dieses Drama löst eine ungeheure Spannung aus und es gehört wirklich Psychologie dazu, den wahren Täter zu erraten.“